# Wallfahrtskirche Hafnerberg

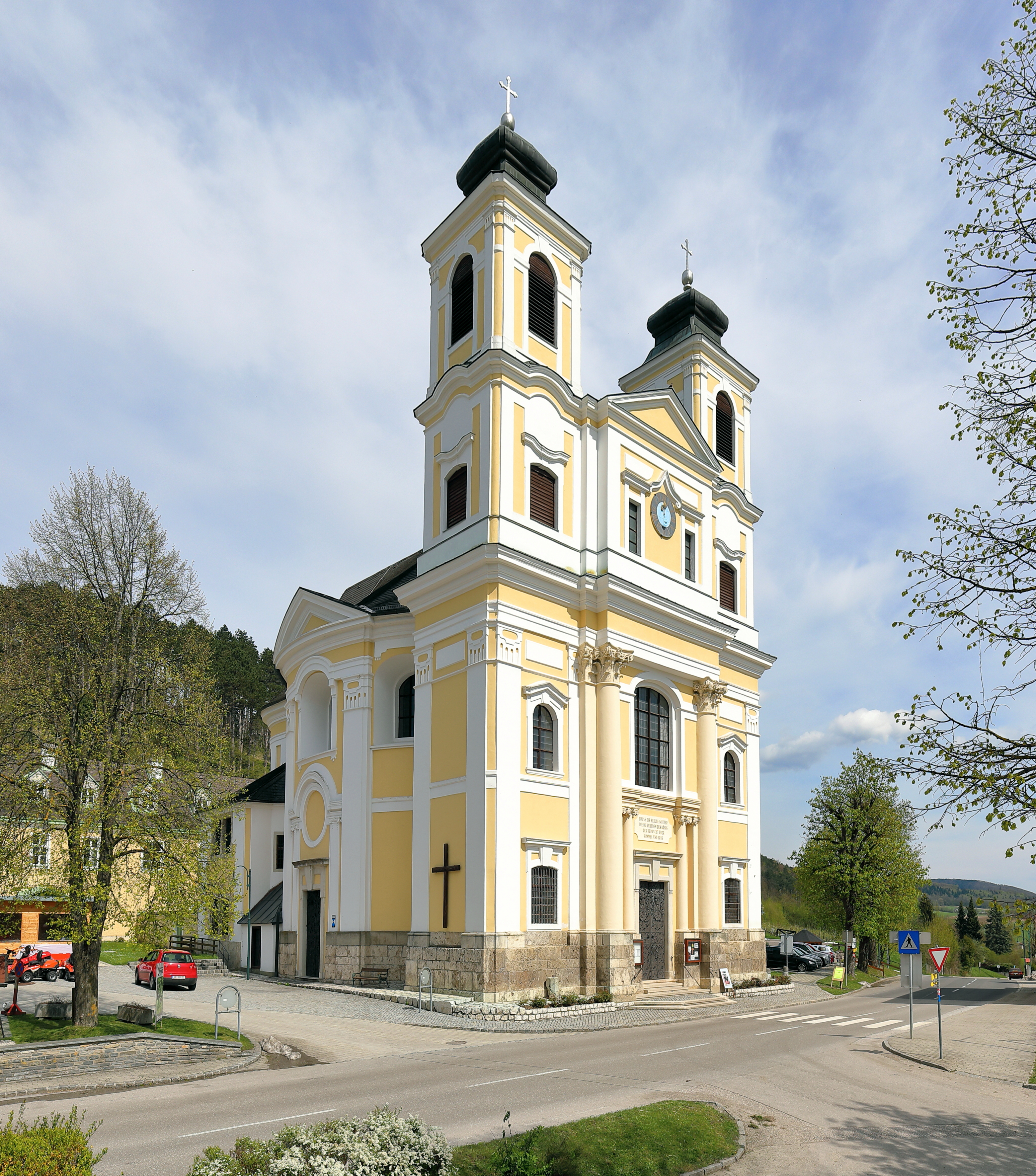
Die Kirche von Süden

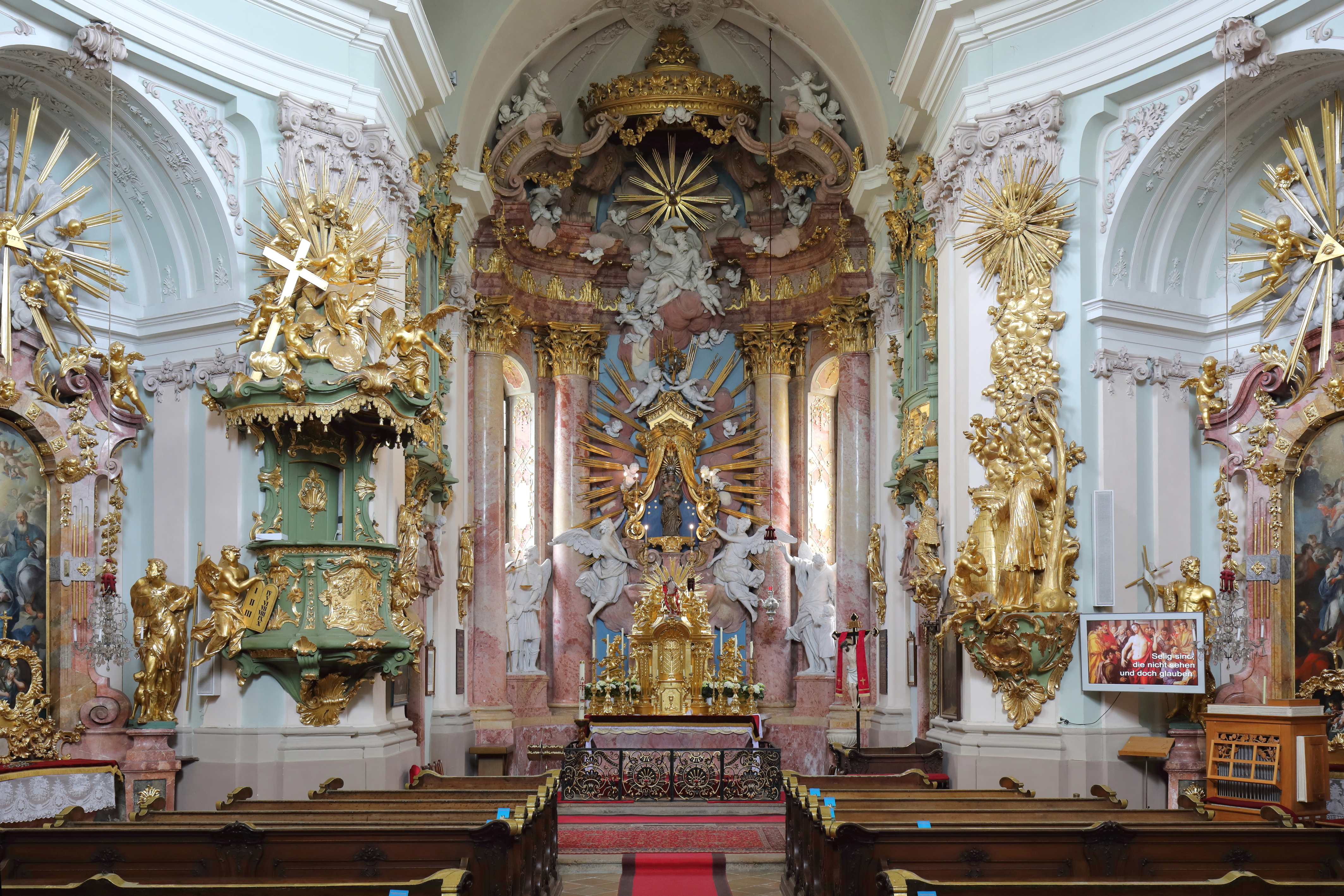
Innenansicht Richtung Hochaltar

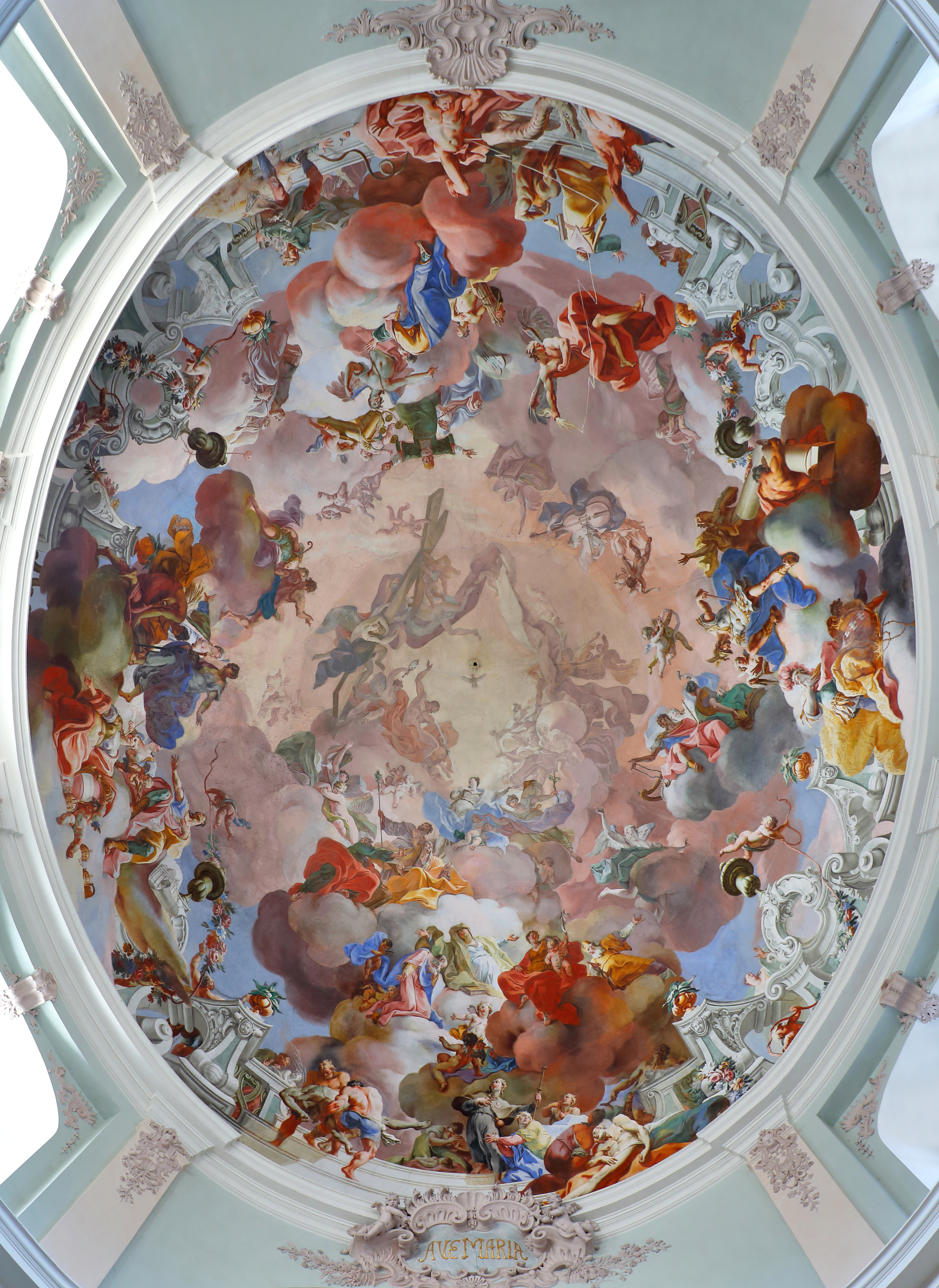
Kuppel: Fresko der Himmelfahrt Mariens (1743) von Joseph Ignaz Mildorfer

Die Kirche von Hafnerberg am gleichnamigen Hafnerberg in Niederösterreich begründete ihre Bedeutung und reiche barocke Gestaltung als katholische Wallfahrtskirche an der Via sacra, dem Pilgerweg von Wien nach Mariazell in der Steiermark. Das Patroziniumsfest wird an Mariæ Himmelfahrt (15. August) gefeiert.

## Baugeschichte
Der Ursprung der Kirche geht zurück auf eine Mariensäule, die 1653 der Müllermeister Pankraz Reichhard aus Fischamend aus Anlass eines Verlöbnisses errichten ließ. Noch heute findet sich diese Säule samt Gnadenbild hinter dem Tabernakel des Hochaltars.
Im Jahre 1716 folgte die Errichtung einer Kapelle durch den Wiener Kaufmann Johann Michael Fürst und seine Frau Eva Clara, nachdem ihnen während einer Pilgerreise nach Anrufung des Gnadenbildes in Nöstach Unterkunft gewährt wurde. Die Genehmigung für den Bau erteilte der Abt des Benediktinerklosters Mariazell in Österreich (heute Klein-Mariazell), Ildephons von Managetta.
Die rege Wallfahrtsfrequentierung machte bald eine Erweiterung der Kapelle notwendig, bis schließlich der Konvent des Stiftes Mariazell (Kleinmariazell) den Bau einer Kirche beschloss. Die Grundsteinlegung erfolgte am 15. September 1729. Für die Planung zeichnete der Wiener Stadtbaumeister Daniel Christoph Dietrich verantwortlich.
Trotz großzügiger finanzieller Zuwendungen durch den Wiener Sattlermeister Adam Petras mussten die Bauarbeiten aufgrund von Geldmangel eingestellt werden. Doch 1734 konnte neuerlich Adam Petras für das Projekt gewonnen werden, nachdem sein Sohn Laurenz Petras als Bauinspektor und künftiger Administrator der Kirche eingesetzt wurde. Laurenz Petras war selbst Geistlicher; er erfuhr seine Priesterweihe im Jahre 1732.
Nun schritt der Bau rasch voran. 1743–1745 wurden der Hochaltar, die Oratorien und die Kanzel nach Entwürfen von Balthasar Ferdinand Moll, dem Hofbildhauer Maria Theresias, vom Wiener Bildhauer Johann Joseph Resler errichtet. Zur gleichen Zeit führte Josef Ignaz Mildorfer das Kuppelfresko mit der Himmelfahrt Mariens aus, eines seiner bedeutendsten Werke.
Die Jahre 1746 und 1747 waren geprägt durch das Ableben des großzügigen Gönners Adam Petras und wenig später seines Sohnes, des Administrators Laurenz Petras. Beide wurden in der Gruft unter dem Hochaltar beigesetzt.
In der Folge unterstützte insbesondere die Nichte von Adam Petras, Maria Anna Elisabeth Petras, den Fortgang des Baus finanziell, der nunmehr von Placidus Praxmayr als neuem Administrator geleitet wurde. Praxmayr war bis 1782 im Amt und konnte in dieser Zeit die Fertigstellung der Kirche erreichen. Die Fresken und Bilder wurden, wie auch das Kuppelfresko, von Mildorfer ausgeführt. Ausgenommen davon war lediglich das Altarbild der Heiligen Nothburga, das von Fritsch stammt. Für die plastische Ausstattung konnte Christoph Schönlaub gewonnen werden.
Nach der Aufhebung des Stifts Mariazell (Kleinmariazell) zur Zeit Joseph II. wurde die Kirche zur Lokalienkirche von Nöstach aufgewertet mit Berthold Mauler als erstem Lokalkaplan. Die beiden anderen Kirchen in Nöstach, St. Pankraz und St. Martin dagegen wurden 1784 bzw. 1786 aufgehoben und seither dem Verfall preisgegeben.

## Orgel
Den Auftrag zur Errichtung einer neuen Orgel mit 17-Registern, verteilt auf zwei Manuale und Pedal, erhielt Johann Hencke, der das Instrument entwarf. Vollendet wurde es von seinem Schwiegersohn Anton Pfliegler, der Henckes Tochter Ursula am 11. Mai 1766 geheiratet, und gleichzeitig die Werkstätte übernommen hatte. Die Orgelweihe fand am Sonntag, dem 26. Juli 1767 statt. 2019 restaurierte Orgelbau Linder das Instrument, wobei er einige verloren gegangene Register, die Balganlage sowie die Tastenbeläge und Registerknöpfe rekonstruierte.

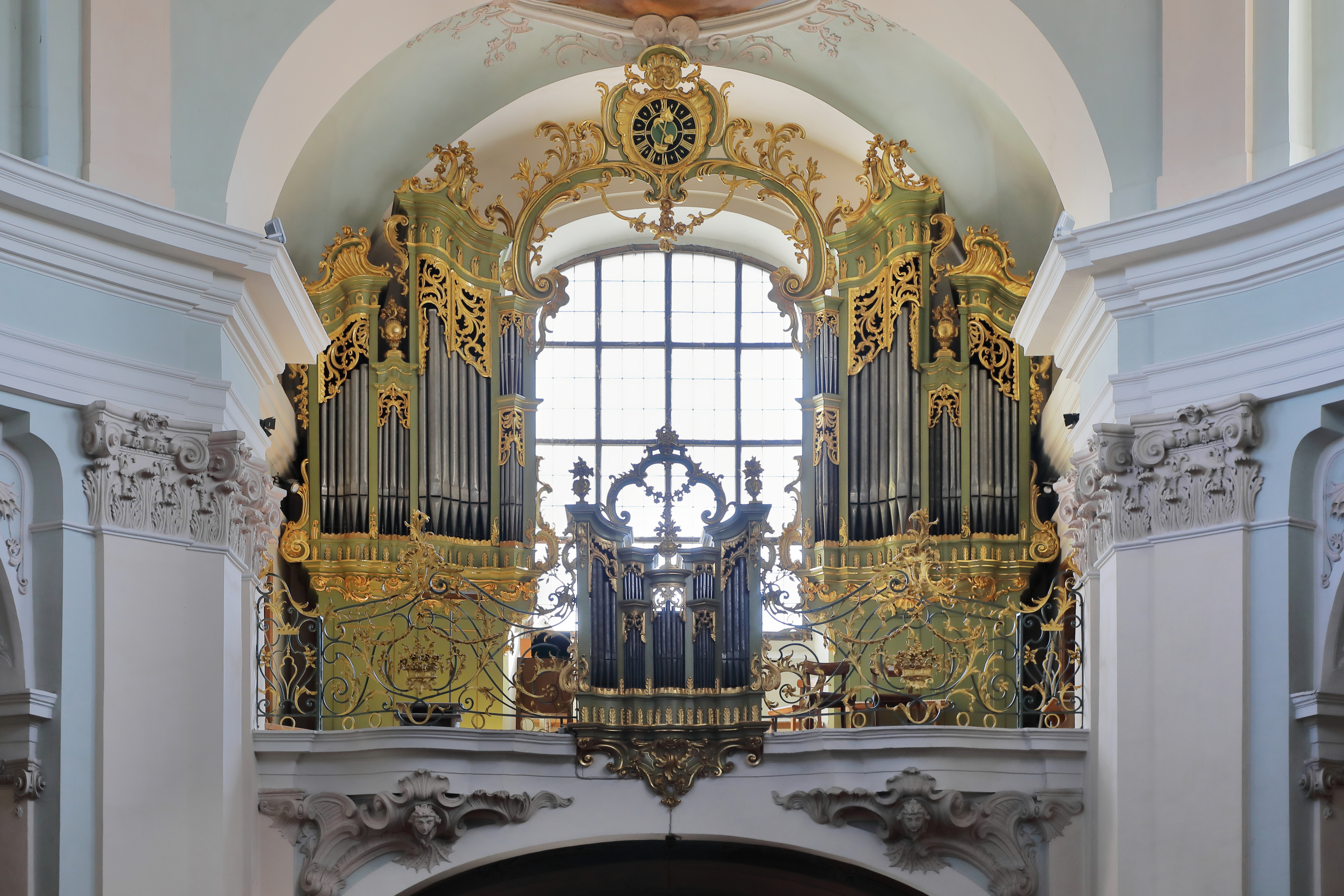
Die Pfliegler-Orgel

### Disposition
| Hauptwerk C–c3 (kurze Oktave) |       |
| Principal                     | 8′    |
| Waldflöte                     | 8′    |
| Octave                        | 4′    |
| Spitzflöte                    | 4′    |
| Quint major                   | 2 ⁄3′ |
| Superoctav                    | 2′    |
| Quint minor                   | 1 ⁄3′ |
| Mixtur IV                     | 2′    |

| Positiv wie Hauptwerk |    |
| Copel                 | 8′ |
| Principal             | 4′ |
| Flöte                 | 4′ |
| Octav                 | 2′ |
| Mixtur III            | 1' |

| Pedal C–a (kurz) |     |
| Subbass          | 16′ |
| Principalbass    | 8′  |
| Octavbass        | 8'  |
| Quintbass        | 6′  |

Manualkoppel als Klötzchenkoppel
Pedalkoppel zum Hauptwerk als Ventilkoppel
Stimmtonhöhe: a' = 447,8 Hz bei 15° Celsius. 1/6-Komma Temperierung / Winddruck: 75 mm WS
Anmerkungen
1. ↑  repetiert bei c2 auf 2 2⁄3′, rekonstruiert
2. ↑  2′-1 1⁄3′-1′-1⁄2′
3. ↑  rekonstruiert
4. ↑  1′-2⁄3-1⁄2′
5. ↑  Auf den Tasten fis und gis klingen Fis und Gis
6. ↑  20. Jahrh.